# Karuzi (Provinz)
Karuzi (Alternativschreibung Karusi) ist eine Provinz Burundis, deren Hauptstadt ebenfalls Karuzi heißt.
2007 hat Karuzi eine Bevölkerung von schätzungsweise 507.000.
Karuzi ist in die sieben Distrikte Bugenyuzi, Buhiga, Gihogazi, Gitaramuka, Mutumba, Nyabikere und Shombo eingeteilt.

## Quellen

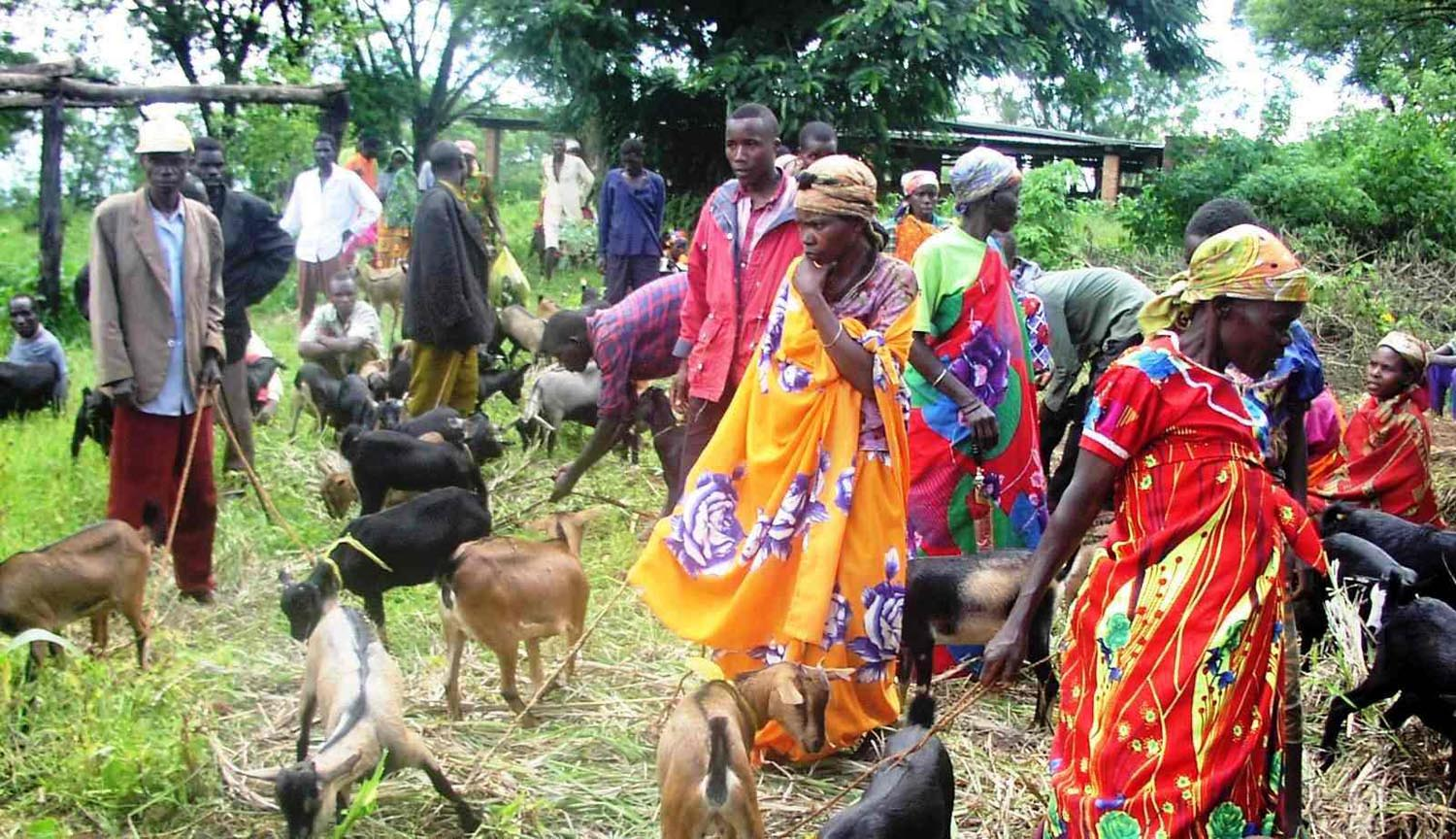
Ländliche Bevölkerung mit Ziegen in Karuzi